# Turbo Basic
Turbo Basic – zintegrowane środowisko programistyczne firmy Borland implementujące język BASIC dla platformy MS-DOS i Microsoft Windows.

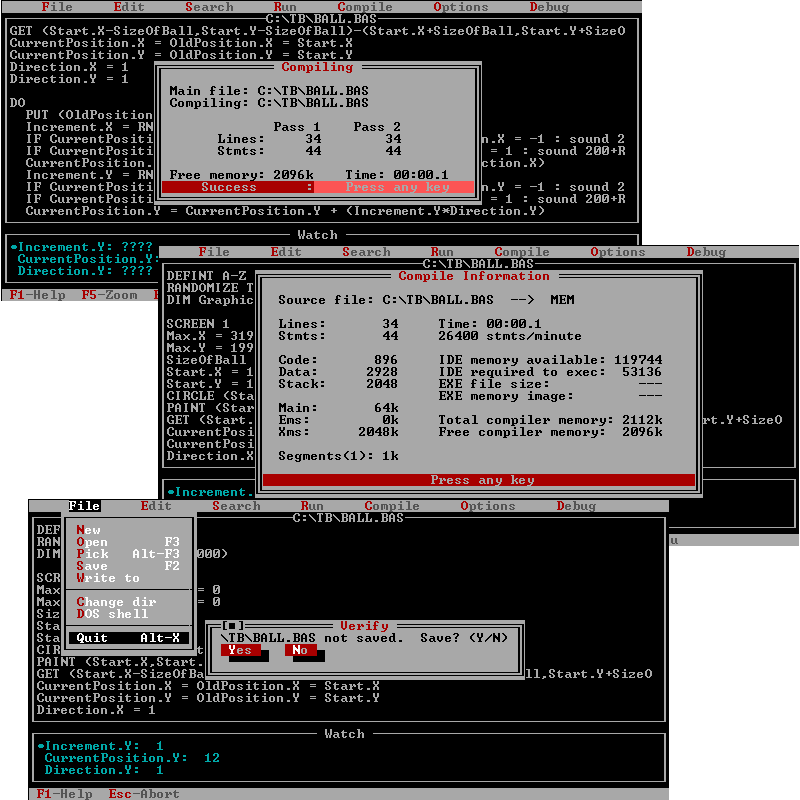

Turbo Basic zawiera pełnoekranowy edytor z prostym debugerem, kompilator i wewnętrzny konsolidator (linker). Nie wymaga numerowania linii.
Od 1990 r. kod rozwija firma PowerBasic.